# Gabriel Davioud

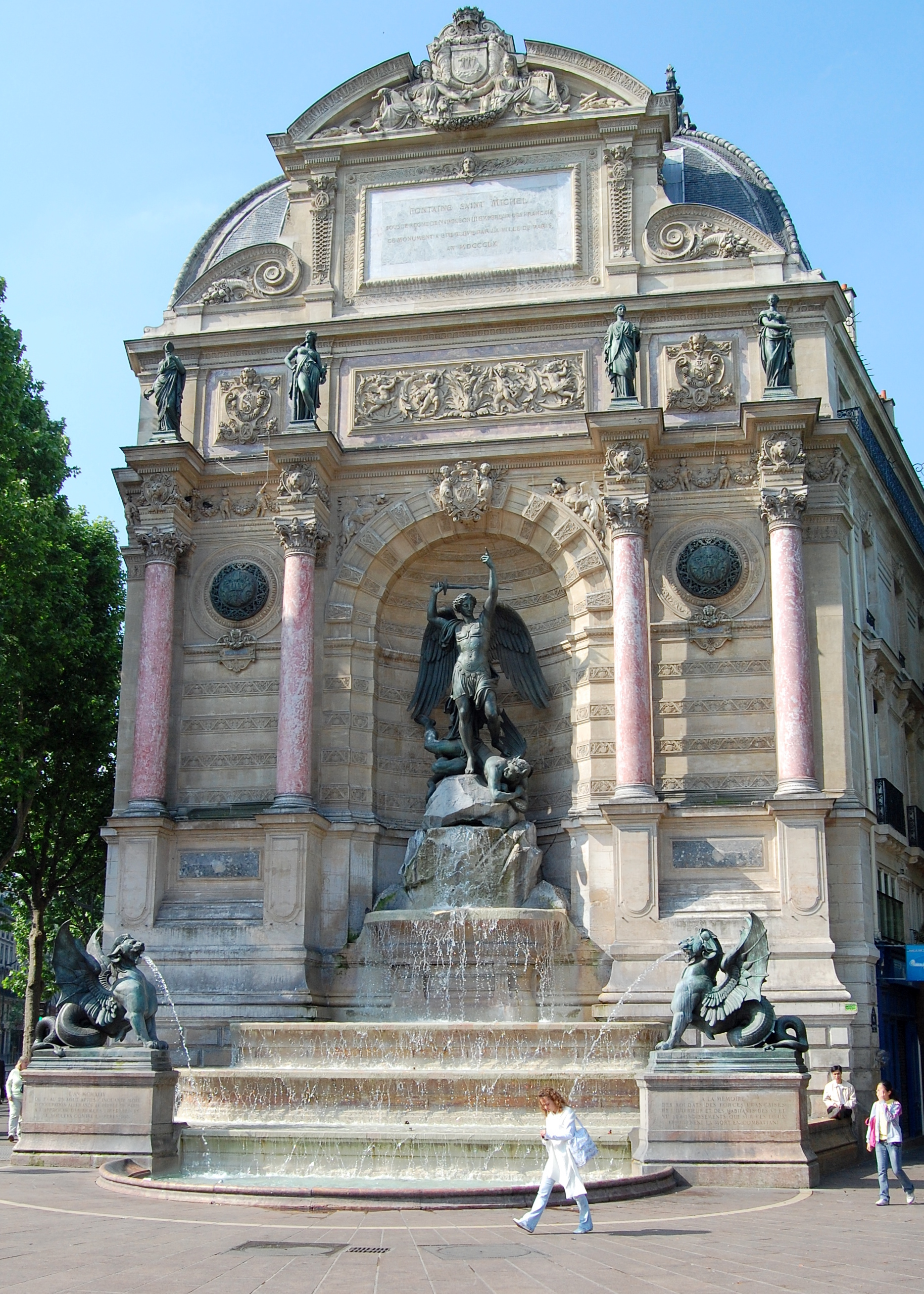
Gabriel Davioud – Fontaine Saint-Michel, Paris (6:e arrondissementet).

Gabriel Jean Antoine Davioud, född 30 oktober 1823 i Paris, död 6 april 1881 i Paris, var en fransk arkitekt.
Davioud framträdde vid 1800-talets mitt som en skapade konstnär av stora mått och kom i hög grad att bidra till utformningen av den franska huvudstadens utformning under slutet av 1800-talet. Från 1872 var han generalinspektör för Paris byggnader. Hans Fontaine Saint-Michel (1860) har en stark barockprägel, och hans båda teatrar vid Châteletplatsen blev med sina kolonngallerier på fasaden mönstergivande, och Trocadéropalatset, byggt till världsutställningen 1878 visade med sin halvrunda fasad åt Seine en utomordentlig användning av terrängens möjligheter. Davioud skapade sig även ett namn genom sin omläggning av Bois de Boulogne och andra av Paris parker.